# لماذا نموت من أجل دانتسيغ؟

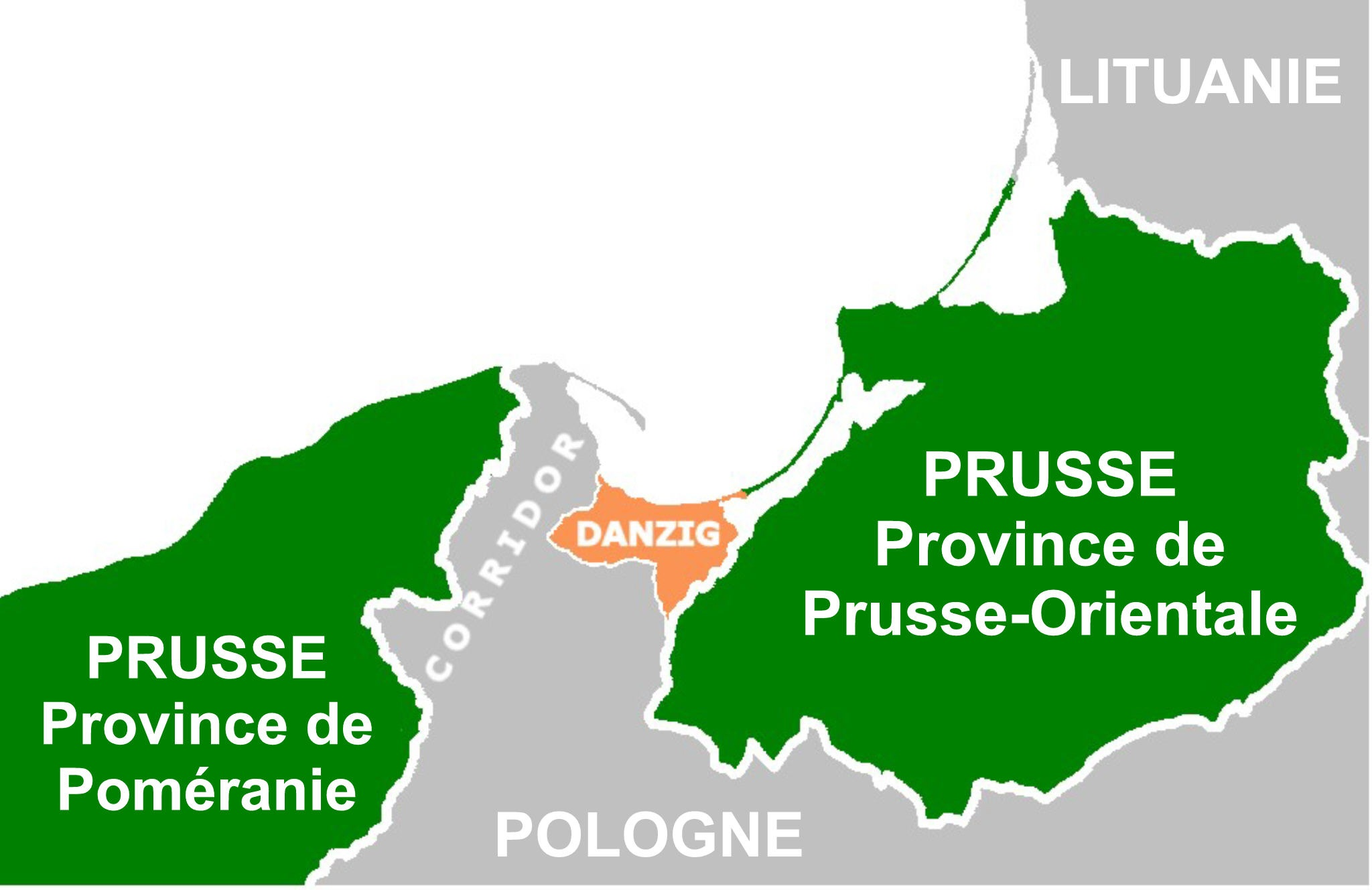
خريطة الجمهورية البولندية الثانية مع ما يسمى ممر كلب صغير طويل الشعر.

لماذا نموت من أجل دانتسيغ؟ (بالفرنسية: Pourquoi mourir pour Dantzig?)‏
```
هو شعار سياسي 
فرنسي
 مؤيد 
للاسترضاء
 
والتسوية السلمية
 
ومناهض للحرب
 ظهر عشية 
الحرب العالمية الثانية
. صاغه المتعاطف مع الفاشية الكاتب 
مارسيل ديات
. 
[
1
]
```

## سياق
بعد اتفاقية ميونيخ في سبتمبر 1938، اعتقدت الدول الغربية أنها تجنبت الحرب. وعلى النقيض من وعوده، أمر هتلر الفيرماخت باحتلال بوهيميا ومورافيا في مارس 1939، ثم تقدم لاحقًا بمزيد من المطالبات بالممر البولندي ومدينة دانزيج. وردت الحكومتان البريطانية والفرنسية على هذا في 31 مارس 1939 بإعلان الضمان لبولندا. وقد قوبلت هذه الأحداث بسكان في فرنسا ما زالوا يعانون من عواقب الحرب العالمية الأولى وكانوا مسالمين في الغالب.
وفقًا لاستطلاع رأي أجراه معهد أبحاث الرأي IFOP في أكتوبر 1938، أيد 57% من الفرنسيين اتفاقية ميونيخ. وعلى الرغم من هذا المزاج السلمي، رفض 70% تقديم المزيد من التنازلات لألمانيا، وذكر 76% في ذلك الوقت أنه يجب الدفاع عن دانزيج بالقوة إذا لزم الأمر. 
كان هناك مزاج مماثل في بريطانيا العظمى، حيث أراد الكثيرون مواصلة سياسة الاسترضاء التي كانت قائمة حتى عام 1938. في 5 مايو 1939 (بعد يوم واحد من مقالة ديات)، كتبت صحيفة لندن تايمز أن دانزيج "لا تستحق الحرب". 

## المقالة
نشأت العبارة في عنوان مقال ( Mourir pour Dantzig ? ) للكاتب الاشتراكي الفرنسي مارسيل ديات ، نُشر في 4 مايو 1939 في صحيفة L'Œuvre الباريسية . تناولت المقالة أحد الإنذارات النهائية التي وجهتها ألمانيا النازية إلى الجمهورية البولندية الثانية ، بشأن المطالبة بنقل السيطرة على مدينة دانزيج الحرة ( غدانسك حاليًا) إلى ألمانيا. وفي المقال، جادل ديات لصالح الاسترضاء . وأكد أن فرنسا ليس لديها أي مصلحة في الدفاع عن بولندا، وأن المستشار الألماني أدولف هتلر سوف يشعر بالرضا بعد استلام الأراضي التي طالب بها (بحق، وفقًا لديات ). واتهم البولنديين بالتحريض على الحرب وجر أوروبا إلى الحرب. زعم ديات أنه لا ينبغي استدعاء الفرنسيين للموت مقابل دفع ثمن السياسة البولندية غير المسؤولة، وأعرب عن شكوكه حول ما إذا كانت بولندا ستكون قادرة على القتال لأي فترة زمنية كبيرة. "إن القتال إلى جانب أصدقائنا البولنديين من أجل الدفاع المشترك عن أراضينا وممتلكاتنا وحرياتنا،" كما كتب ديات، "هذا منظور يمكن للمرء أن يتصوره بشجاعة، إذا كان من شأنه أن يساهم في الحفاظ على السلام. ولكن الموت من أجل دانزيج، لا!" ( Mais mourir pour Dantzig, non !).

## تأثير
تختلف الآراء حول أهمية الشعار وتأثيره. وقد لاحظ الدبلوماسيون والمسؤولون الحكوميون الفرنسيون والأجانب المقال والعديد من المقالات المشابهة، وأصدر رئيس الوزراء إدوارد دالادييه ووزير الخارجية جورج بونيه بيانات صحفية ، وأشارا إلى أن هذا الشعور لا يمثل آراء الأغلبية سواء من الجمهور الفرنسي أو الحكومة الفرنسية، وأكدا دعمهما للتحالف البولندي الفرنسي.  وقد نسب هنري كيسنجر هذا الشعار إلى أنه كان السبب في إضعاف معنويات الفرنسيين في عام 1940، لكن المؤرخ ديفيد جوردون يزعم أن هذا الشعار كان مهمشًا إلى حد كبير في ذلك الوقت. وفقًا للمؤرخ كارول جورسكي ، اكتسبت مقالة ديات والشعار الناتج عنها بعض الشعبية في فرنسا والخارج، ويذكر آخرون المجموعات التي لاقت صدى بين صفوفها، مثل المثقفين الفرنسيين، واليمين المتطرف والانعزاليين.
تم استقبال هذا الشعار بشكل سلبي بشكل خاص في بولندا، ودخل اللغة البولندية كعبارة "umierać za Gdańsk"، والتي تستخدم كنوع من المغالطة غير الرسمية ، لوصف حجة لا ينبغي لأحد أن يتفق معها. لا يزال يظهر في الخطاب السياسي البولندي ويبدو كمرجع معترف به من قبل عامة الناس اعتبارًا من عام 2012. 
بعد هزيمة فرنسا على يد ألمانيا وإنشاء نظام فيشي ، أصبح ديات مؤيداً للفاشية ومتعاونًا مع النازيين ، حتى أنه ذهب إلى البحث عن الدعم في ألمانيا النازية لحزبه الفاشي، الذي كان أكثر تطرفًا من نظام فيشي. 

## قراءة إضافية
Daniel Hucker (1 فبراير 2011). Public Opinion and the End of Appeasement in Britain and France. Ashgate Publishing, Ltd. ISBN:978-1-4094-0625-9. مؤرشف من الأصل في 2023-04-19. اطلع عليه بتاريخ 2012-10-31.